# Troy Sneed
Troy Lenard Sneed, Jr. (Perry, Florida; 14 de diciembre de 1967 - Jacksonville, Florida; 27 de abril de 2020) fue un músico de gospel estadounidense.

## Primeros años
Sneed nació el 14 de diciembre de 1967 en Perry, Florida, y jugó al fútbol mientras estaba en la Universidad A&M de Florida. Tuvo una lesión en el campo que puso fin a sus días de juego. Se unió al coro en la universidad y, después de graduarse, fue maestro en la Escuela Primaria Jax Beach en Jacksonville, Florida. Milton Bingham, con Savoy Records, le pidió que fuera a dirigir el coro de masas de Georgia, en Atlanta (Georgia), como ministro asistente de música.

## Discografía
Comenzó su carrera musical el 7 de noviembre de 1999, con el lanzamiento de Call Jesus de Malaco Records. Su segundo álbum, Bless That Wonderful Name, fue lanzado por Savoy Records en 2001. El tercer álbum, A State of Worship, fue lanzado por su propio sello discográfico Emtro Gospel Records en 2005, y el resto fue lanzado por ese sello. Este fue su álbum revolucionario en la lista de álbumes de gospel de la revista Billboard. Su cuarto lanzamiento, In His Presence, fue lanzado en 2006, y figuró en la lista mencionada anteriormente. El quinto álbum, In Due Season, fue lanzado en 2009, sin embargo, no pudo aparecer. Lanzó el sexto álbum en 2011, My Heart Says Yes, y se grabó en la tabla mencionada anteriormente. Su séptimo álbum, All Is Well, lanzado en 2012, y también figura en la lista mencionada anteriormente.[cita requerida]

## Muerte
Murió el 27 de abril de 2020 en el hospital de Jacksonville en el estado de Florida, debido a la enfermedad de COVID-19.